# George Canning (touwtrekker)
George Walter Canning (Bermondsey, 23 augustus 1889 - Rochford, 17 juni 1955) was een Brits touwtrekker. 
Canning won samen met zijn collega's van de Londense politie tijdens de Olympische Zomerspelen in 1920 olympisch goud in Antwerpen, door alle drie de wedstrijden met twee tegen nul te winnen. Canning nam in december 1935 ontslag bij de politie.
1900: Aabye, Schmidt, Winckler, Nilsson, Söderström, Staaf ·
1904: Olson, Johnson, Seiling, Magnusson, Flanagan ·
1908: Barrett, Goodfellow, Humphreys, Hirons, Ireton, Merriman, Mills, Shepherd ·
1912: Andersson, Bergman, Edman, Fredriksson, Gustafsson, Jonsson, Larsson, Lindström ·
1920: Canning, Holmes, Humphreys, Mills, Sewell, Shepherd, Stiff, Thorn